# Lista de patriarcas da Igreja Assíria do Oriente

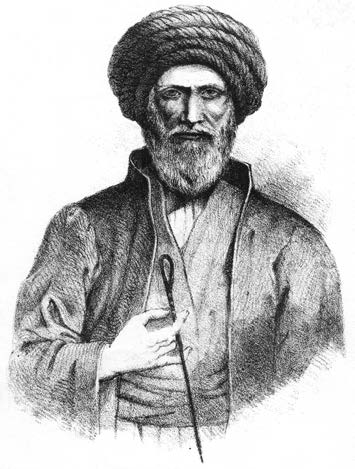
Patriarca Simão XVII Abraão (1820–1861)

Esta é uma lista dos Católicos-Patriarcas da Igreja Assíria do Oriente. O Patriarca é o líder da Igreja Assíria do Oriente, que representa a continuação tradicionalista da antiga Igreja do Oriente.
Durante o período entre meados do séc. XVI e o início do séc. XIX, marcado por várias divisões internas, o ramo tradicionalista da Igreja do Oriente foi representado inicialmente pela linhagem sênior de patriarcas Elias que residia no Mosteiro Rabban Hormizd perto de Alqosh, e mais tarde também pela linhagem mais jovem do patriarca Simão que residia em Qochanis. Patriarcas da linha Simão eram tradicionalistas desde o séc. XVII. Em 1804, o último patriarca da linha Elias morreu sem sucessor, permitindo assim que o patriarca Simão XVI (1780-1820) da linha de Qochanis para se tornar o único primaz de todo o ramo tradicionalista da Igreja do Oriente.

## Patriarcas tradicionalistas de ambas as linhagens
| 1. Linhagem de Elias                               | 2. Linhagem de Simão                                   |
| -------------------------------------------------- | ------------------------------------------------------ |
| Baseada no Mosteiro Rabban Hormizd perto de Alqosh | Tradicionalista desde o séc. XVII, baseada em Qochanis |
| Elias VI (1558–1591)                               | Simão X Elias (1600-1638)                              |
| Elias VII (1591–1617)                              | Simão XI Eshuyow (1638–1656)                           |
| Elias VIII (1617–1660)                             | Simão XII Yoalaha (1656–1662)                          |
| Elias IX (1660–1700)                               | Simão XIII Dinkha (1662–1700)                          |
| Elias X (1700-1722)                                | Simão XIV Shlemon (1700–1740)                          |
| Elias XI (1722-1778)                               | Simão XV Maqdassi Mikhail (1740–1780)                  |
| Elias XII (1778–1804)                              | Simão XVI João (1780-1820)                             |

## Patriarcas desde 1804
Residência em Qochanis.
- Simão XVI João (1780–1820)  – Desde 1804, o único patriarca tradicionalista;[9]
- Simão XVII Abraão (1820–1861);[9]
- Simão XVIII Rubi (1861–1903);[9]
- Simão XIX Benjamin (1903–1918) – Devido ao Sayfo (genocídio assírio), a residência em Qochanis terminou em 1915, com o Patriarca residindo a partir de 1915 entre Urmia e Salmas, Pérsia, até seu assassinato em 1918 quebrando a natureza multinacional da Igreja do Oriente, deixando muitos bispos não-assírios isolados em diferentes partes do mundo para continuarem suas Igrejas independentes do Oriente de forma autônoma;
- Simão XX Paulos (1918–1920) – Transferiu o Patriarcado para Mosul, no Iraque;
  - Lugar-tenente:
    - José Khnanisho (coadjutor) (1918–1920);
    - São Mar Abimaleque Timotéo (coadjutor) (1920).
- Simão XXI Eshai (1920–1975) - Forçado ao exílio em 1933 e, portanto, o patriarcado foi temporariamente localizado em Chipre antes de se mudar para Chicago, Illinois em 1940 e, finalmente, para San Francisco, Califórnia. Ele acabou com o patriarcado hereditário. Renomeou a Igreja como Igreja Assíria do Oriente, que junto com outras reformas levou a Antiga Igreja do Oriente a se separar. Ele renunciou em 1973, embora oficialmente ainda permanecesse Patriarca. Ele foi assassinado em San Jose, Califórnia, encerrando a Linha Simão de 658 anos;
- Dinkha IV (1976 – 2015) – Primeiro Patriarca canonicamente eleito desde 1600. Consagrado e entronizado em 17 de outubro de 1976 na Igreja de São Barnabé, Londres, Reino Unido. Transferiu o Patriarcado para Chicago, Illinois, em 1980, depois de morar temporariamente em Teerã, Irã. Sucessão hereditária abolida após sua eleição;
  - Lugar-tenente: Aprem Mooken (2015).
- Gewargis III (2015 - 2021) - Em 18 de setembro de 2015, foi eleito Católico-Patriarca pelo Santo Sínodo da Igreja Assíria do Oriente. Consagrado e entronizado em 27 de setembro de 2015, na Igreja Catedral de São João Batista, Erbil, Iraque. Deixou a Sé Patriarcal em 6 de setembro de 2021;
- Awa III (2021 – ) – Em 8 de setembro de 2021, foi eleito Católico-Patriarca pelo Santo Sínodo da Igreja Assíria do Oriente. Consagrado e Entronizado em 13 de setembro de 2021, na Festa da Santa Cruz, na Igreja Catedral de São João Batista, Erbil, Iraque.